# Дышите свободно
«Дышите свободно» — российский художественный фильм сценариста и режиссёра Сергея Бодрова-старшего. Картина вышла в широкий прокат 12 мая 2022 года.

## Сюжет
Главный герой, Илья, приходит к известному доктору Черкасовой, чтобы избавиться от заикания, которое доставляет ему много неудобств. В клинике он знакомится с девушкой Верой и влюбляется в неё, но в борьбу за сердце Ильи включается и Черкасова.

## В ролях
| Актёр              | Роль             |
| ------------------ | ---------------- |
| Евгений Ткачук     | Илья             |
| Полина Агуреева    | доктор Черкасова |
| Полина Пушкарук    | Вера             |
| Илья Дель          | Гена             |
| Михаил Тройник     | Александр Пушков |
| Кристина Шнайдер   | Ия               |
| Анатолий Кондюбов  | Карамазов        |
| Алексей Утеганов   | Михаил           |
| Александра Серзина | Инна             |

## Производство
Бодров хотел снять кино о борьбе с заиканием еще в 90-е годы, но несколько раз откладывал реализацию этой идеи. Съемки картины прошли с 16 июня по 11 июля в Санкт-Петербурге. В российский прокат фильм выпустит компания Sony Pictures.